# Glaskowo-Kultur
| Prähistorische Kulturen Russlands |                         |
| Mittelsteinzeit                   |                         |
| Kunda-Kultur                      | 7400–6000 v. Chr.       |
| Jungsteinzeit                     |                         |
| Bug-Dnister-Kultur                | 6500–5000 v. Chr.       |
| Dnjepr-Donez-Kultur               | 5500–4000 v. Chr.       |
| Sredny-Stog-Kultur                | 4500–3500 v. Chr.       |
| Jekaterininka-Kultur              | 4300–3700 v. Chr.       |
| Kammkeramische Kultur             | 4200–2000 v. Chr.       |
| Fatjanowo-Kultur                  | um 2500 v. Chr.         |
| Kupfersteinzeit                   |                         |
| Nordkaspische Kultur              |                         |
| Kurgankultur                      | 5000–3000 v. Chr.       |
| Samara-Kultur                     | um 5000 v. Chr.         |
| Chwalynsk-Kultur                  | 5000–4500 v. Chr.       |
| Botai-Kultur                      | 3700–3100 v. Chr.       |
| Jamnaja-Kultur                    | 3600–2300 v. Chr.       |
| Afanassjewo-Kultur                | 3500–2500 v. Chr.       |
| Ussatowe-Kultur                   | 3300–3200 v. Chr.       |
| Glaskowo-Kultur                   | 3200–2400 v. Chr.       |
| Bronzezeit                        |                         |
| Poltavka-Kultur                   | 2700–2100 v. Chr.       |
| Potapovka-Kultur                  | 2500–2000 v. Chr.       |
| Katakombengrab-Kultur             | 2500–2000 v. Chr.       |
| Abaschewo-Kultur                  | 2500–1800 v. Chr.       |
| Sintaschta-Kultur                 | 2100–1800 v. Chr.       |
| Okunew-Kultur                     | um 2000 v. Chr.         |
| Samus-Kultur                      | um 2000 v. Chr.         |
| Andronowo-Kultur                  | 2000–1200 v. Chr.       |
| Susgun-Kultur                     | um 1700 v. Chr.         |
| Srubna-Kultur                     | 1600–1200 v. Chr.       |
| Kolchis-Kultur                    | 1700–600 v. Chr.        |
| Begasy-Dandybai-Kultur            | um 1300 v. Chr.         |
| Karassuk-Kultur                   | um 1200 v. Chr.         |
| Ust-Mil-Kultur                    | um 1200–500 v. Chr.     |
| Koban-Kultur                      | 1200–400 v. Chr.        |
| Irmen-Kultur                      | 1200–400 v. Chr.        |
| Spätirmen-Kultur                  | um 1000 v. Chr.         |
| Plattengrabkultur                 | um 1300–300 v. Chr.     |
| Aldy-Bel-Kultur                   | 900–700 v. Chr.         |
| Eisenzeit                         |                         |
| Baitowo-Kultur                    |                         |
| Tagar-Kultur                      | 900–300 v. Chr.         |
| Nosilowo-Gruppe                   | 900–600 v. Chr.         |
| Ananino-Kultur                    | 800–300 v. Chr.         |
| Tasmola-Kultur                    | 700–300 v. Chr.         |
| Gorochowo-Kultur                  | 600–200 v. Chr.         |
| Sagly-Baschi-Kultur               | 500–300 v. Chr.         |
| Jessik-Beschsatyr-Kultur          | 500–300 v. Chr.         |
| Pasyryk-Stufe                     | 500–300 v. Chr.         |
| Sargat-Kultur                     | 500 v. Chr.–400 n. Chr. |
| Kulaika-Kultur                    | 400 v. Chr.–400 n. Chr. |
| Tes-Stufe                         | 300 v. Chr.–100 n. Chr. |
| Schurmak-Kultur                   | 200 v. Chr.–200 n. Chr. |
| Taschtyk-Kultur                   | 100–600 n. Chr.         |
| Tschernjachow-Kultur              | 200–500 n. Chr.         |

Die Glaskowo-Kultur ist eine archäologische Kultur der Kupfersteinzeit. Sie war im späten vierten und im dritten Jahrtausend v. Chr. in Vor- und Transbaikalien im Südosten Russlands und der nördlichen Mongolei verbreitet, von wo aus sie bis zum Oberlauf des Jenissei ausstrahlte. Eine Siedlungskontinuität seit der Mittelsteinzeit wird durch die Weiterbenutzung von Siedlungsplätzen nahegelegt. Außerdem lassen sich Beziehungen zur weiter nördlich verbreiteten Ymyjachtach-Kultur beobachten.
In der Keramik finden sich beutelförmige Gefäße mit ausgebogenem Rand und Schüsseln oder Becher mit gerundeter Wandung und leicht einbiegendem Oberteil und einer verzierten Randzone. Es sind einige teilweise seit dem Mesolithikum aufgesuchte Siedlungsplätze bekannt, an denen Herdstellen oder Gruben, aber keine Gebäudereste gefunden wurden, was für eine nur periodische Nutzung spricht.
In der Wirtschaft spielte das Wildbeutertum wohl die Hauptrolle, vereinzelt gefundene Schafs- und Ziegenknochen sprechen aber auch für Ansätze von Viehzucht. Unter den Kleinfunden sind zum einen verschiedene Waffen aus Knochen und Stein sowie Schmuckstücke aus Stein, Tierzähnen und Nephrit zu nennen. Eine wesentliche Neuerung stellen erste Kupferwerkzeuge und Kupferschmuck dar. Eine Sonderstellung wird von kleinen Menschenfiguren aus Knochen eingenommen.
Hinsichtlich der Gräber ist der Forschungsstand gut. Die Toten wurden in gestreckter Rückenlage in rechteckigen oder ovalen Grabgruben bestattet, die teilweise mit Steinen abgedeckt wurden. Die Grabausstattung besteht bei Männern aus Waffen und bei Frauen aus Schmuck; soziale Unterschiede sind dabei nicht auszumachen.
Genetischen Untersuchungen zufolge kann die Glaskowo-Kultur möglicherweise mit den Jenisseisch-sprachigen Völkern Sibiriens assoziiert werden.